# Municipio Cairoma
Das Municipio Cairoma liegt im Departamento La Paz im südamerikanischen Anden-Staat Bolivien.

## Lage im Nahraum
Das Municipio Cairoma ist eines von fünf Municipios der Provinz Loayza und liegt im nordöstlichen Teil der Provinz. Es grenzt im Nordwesten an die Provinz Murillo, im Westen an das Municipio Sapahaqui, im Südwesten an das Municipio Luribay, im Südosten an das Municipio Malla, im Osten an die Provinz Inquisivi und im Norden an die Provinz Sud Yungas.
Das Municipio hat 52 Ortschaften (localidades), der zentrale Ort des Municipios ist Cairoma mit 562 Einwohnern im südöstlichen, der größte Ort im Municipio ist Viloco mit 1656 Einwohnern. (Volkszählung 2012)

## Geographie
Das Municipio Cairoma liegt auf einer mittleren Höhe von 4000 m in der Kordillere Serranía de Sicasica, zwischen dem bolivianischen Altiplano im Westen und dem Amazonas-Tiefland im Osten. Das Klima der Region ist ein typisches Tageszeitenklima, bei dem die Temperaturschwankungen im Tagesverlauf stärker ausfallen als im Jahresverlauf.
Die mittlere Durchschnittstemperatur der Region liegt bei 9 °C, die Monatswerte schwanken zwischen etwa 5 °C im Juni/Juli und 11 °C im November/Dezember. Der Jahresniederschlag beträgt knapp 550 mm, mit einer ausgeprägten Trockenzeit von Mai bis August mit Monatswerten unter 15 mm und einer Feuchtezeit von Dezember bis Februar mit Werten zwischen 90 und 125 mm.

## Bevölkerung
Die Einwohnerzahl des Municipio Cairoma ist zwischen 1992 und 2024 um mehr als ein Drittel angestiegen:
| Jahr | Einwohner | Quelle       |
| ---- | --------- | ------------ |
| 1992 | 9.653     | Volkszählung |
| 2001 | 11.338    | Volkszählung |
| 2012 | 11.355    | Volkszählung |
| 2024 | 13.657    | Volkszählung |

Das Municipio hatte bei der letzten Volkszählung von 2024 eine Bevölkerungsdichte von 22,8 Einwohnern/km², die Lebenserwartung der Neugeborenen im Jahr 2001 lag bei 54,7 Jahren, die Säuglingssterblichkeit war von 5,8 Prozent (1992) auf 9,5 Prozent im Jahr 2001 gestiegen.
Der Alphabetisierungsgrad bei den über 19-Jährigen beträgt 79,2 Prozent, und zwar 88,9 Prozent bei Männern und 69,0 Prozent bei Frauen. (2001)
82,3 Prozent der Bevölkerung sprechen Spanisch, 87,7 Prozent sprechen Aymara, und 4,2 Prozent Quechua. (2001)
60,2 Prozent der Bevölkerung haben keinen Zugang zu Elektrizität, 97,3 Prozent leben ohne sanitäre Einrichtung. (2001)
89,4 Prozent der insgesamt 2.342 Haushalte besitzen mindestens ein Radio, 36,6 Prozent einen Fernseher, 15,6 Prozent ein Fahrrad, 1,0 Prozent ein Motorrad, 2,7 Prozent ein Auto, 0,8 Prozent einen Kühlschrank und 0,8 Prozent ein Telefon. (2001)

## Politik
Ergebnis der Regionalwahlen (concejales del municipio) vom 4. April 2010:
| Wahlberechtigte |  | Stimmen | gültig |  | MAS-IPSP | ASP    |
| --------------- |  | ------- | ------ |  | -------- | ------ |
| 4.591           |  | 3.997   | 2.233  |  | 1.247    | 986    |
|                 |  | 100 %   | 55,9 % |  | 55,8 %   | 44,2 % |

Ergebnis der Regionalwahlen (elecciones de autoridades políticas) vom 7. März 2021:
| Wahl- berechtigte |  | Wahl- beteiligung | gültige Stimmen |  | MAS-IPSP | J.A.LLALLA.L.P. | MTS     | FPV    | PBCSP  | PAN-BOL | SOL.BO |
| ----------------- |  | ----------------- | --------------- |  | -------- | --------------- | ------- | ------ | ------ | ------- | ------ |
| 5.386             |  | 4.806             | 4.079           |  | 1.990    | 1.102           | 554     | 111    | 90     | 61      | 33     |
|                   |  | 89,23 %           | 84,87 %         |  | 48,79 %  | 27,02 %         | 13,58 % | 2,72 % | 2,21 % | 1,80 %  | 0,81 % |

## Gliederung
Das Municipio untergliederte sich bei der Volkszählung von 2012 in die folgenden fünf Kantone (cantones):
- 02-0905-01 Kanton Cairoma – 11 Ortschaften – 2.164 Einwohner (2001: 2.494 Einwohner)
- 02-0905-02 Kanton Saya – 3 Ortschaften – 385 Einwohner (2001: 548 Einwohner)
- 02-0905-03 Kanton Keraya – 20 Ortschaften – 3.064 Einwohner (2001: 3.457 Einwohner)
- 02-0905-04 Kanton Asiento Araca – 17 Ortschaften – 5.521 Einwohner (2001: 4.604 Einwohner)
- 02-0905-05 Kanton Tienda Pata – 1 Ortschaft – 221 Einwohner (2001: 235 Einwohner)

## Ortschaften im Municipio Cairoma
- Kanton Cairoma
  - Cairoma 562 Einw.

- Kanton Saya
  - Saya 292 Einw.

- Kanton Keraya
  - Villa Pucarani 263 Einw. – Keraya 261 Einw.

- Kanton Asiento Araca
  - Viloco 1656 Einw. – Collpani 595 Einw. – La Lloja 565 Einw. – Machacamarca Baja 345 Einw. – Asiento Araca 327 Einw. – Torre Pampa 240 Einw. – Tirco 214 Einw. – Tucurpaya 213 Einw. – Cebada Pata 184 Einw. – Sumiraya 143 Einw.

- Kanton Tienda Pata
  - Tienda Pata 221 Einw.